# برو إفولوشن سوكر 2014
برو إفولوشن سوكر 2014 (بالإنجليزية: "Pro Evolution Soccer 2014") لعبة إلكترونية من نمط كرة القدم هي النسخة 13 من اللعبة أعلن عنها رسميا في العاشر من شهر مارس عام 2013 استخدم في تطويرها محرك فوكس انجين FOX Engine المستخدم أيضا في لعبة Metal Gear Solid V: Ground Zeroes سيكون الظهور الأول للعبه في الاسواق في التاسع عشر من شهر سبتمبر عام 2013 وحصلت على شهرة كبيرة قبل خروجها خاصة انها طورت طور الماستر ليغ واضهرت تطور كبير في الجرافيزم والتيمبلاي كونترول -التحكم بالفريق- اما عن الصوتيات فهذه هي النسخة الأولى التي يكون فيها المعلق العربي رسمي والمعلق هو رؤوف خليف - معلق الجزيرة الرياضية -
تسربت نسخ الـــPS3 و XBOX 360 قبل الصدور الرسمي للعبة
أفادت Konami بأن PES 2014 ستكون بمثابة «بداية جديدة للسلسلة الكروية المعروفة».
ويفيد بيان إعلامي للشركة بأن اللعبة قد «أعيدت تصميمها بشكل كامل بحيث تم إزالة الشوائب للإصدارات السابقة ويسمح فريق PES Production بتطوير لعبة قريبة من رؤيتهم لإعادة ابتكار الإثارة والتنوع لمباراة عالية المستوى».

## مزايا اللعبة
عرضت اللعبة المدعمة بمحرك فوكس إنجاين Fox Engine ، وتتكون من ستة مزايا أساسية:

### تقنية " TrueBall "

غلاف اللعبة لإصدار الكمبيوتر

لأول مرة في ألعاب محاكاة كرة القدم تقوم " PES 2014 " بالتركيز التام على الكرة: طريقة حركتها وكيفية تعامل اللاعبين معها، فلمسة اللاعب الأولى للكرة وتحكمه الكامل بها هو ما يميز بعض اللاعبين عن الآخرين، إنها قدرة اللاعب على التكهن بنتيجة التمريرة واستباقها بخطوة ومعرفة المطلوب للفوز بمساحة من أرض لاعب الدفاع، وتمكن هذه التقنية اللاعب من محاصرة الكرة وتمريرها باستخدام عصا تماثلية ذات فيزيائية تعتمد على الجاذبية بتحديد مركز ثقل اللاعب وارتفاع الكرة وسرعتها وتغير شكل جسد اللاعب عند تلقيه الكرة.

### نظام استقرار حركة الرسوم " M.A.S.S "
يمثل الالتحام الجسدي بين اللاعبين جزءاً أساسياً في أي مباراة لذا يقوم المكون " M.A.S.S " الجديد بمحاكاة الالتحام الجسدي بين عدة لاعبين من خلال رسوميات خاصة تتلاحم بكل سلاسة مع بعضها البعض، فبدلاً من استخدام مجموعة الرسومات المعدة مسبقا تتكرر في مواقف معينة يقوم " M.A.S.S " بالتصرف تلقائيا وفقا للموقف بنفس رد فعل أي لاعب مخضرم بناءً على اتجاه اللاعب والقوة التي يواجهها ووفقا لعناصر مثل حجم اللاعب وقوته، فعندما يتم عرقلة اللاعب يتعثر للحظة ولكنه سرعان ما يستعيد توازنه ويحاول إبعاد الآخرين عن الكرة مستغلا جسده في عرقلتهم ومنعهم من الحصول على الكرة، وتتضمن " PES 2014 " الآن مجموعة أكبر من أساليب المراوغة بالكرة مقارنة بحركة مد القدم أو حركة الانزلاق لقطع الطريق أمام الكرة.

### القلب " Heart "
قد تمثل المباريات حدثاً مهيباً للفريق الزائر نظراً لقيام المشجعين بدعم الفريق الخصم أي أنها تلعب دور اللاعب الثاني عشر في المباراة، ويهدف ميزة «القلب» في " PES 2014 " لإعادة إنتاج المؤثرات الخاصة بدعم الفريق على مستوى الفردي للاعب وعلى مستوى الفريق بشكل عام.

### هوية " PES "
وضعت " PES 2013 " معياراً جديداً للواقعية بفضل نظام هوية اللاعب ولأول مرة يصبح بإمكان اللاعبين التعرف على لاعب بواسطة أسلوب لعبه وطريقة ركضه، فأسلوب جري اللاعب في اللعبة وركله للكرة مطابقاً لما يفعله نظيره في الحياة الواقعية وقد قدمت " PES 2013 " خمسين لاعباً يستخدمون هذا النظام، أما بالنسبة لـ" PES 2014 " فسيتضاعف هذا العدد بشكل كبير حيث تشمل اللعبة ضعف عدد النجوم والرسوم المتحركة الخاصة والذكاء الاصطناعي كما صمم النظام لكي يحاكي فرق بأكملها ويستنسخ روح أعظم الفرق في العالم وأسلوبها الفني.

### اللعب الجماعي للفريق
بفضل تركيبة اللعب " Combination Play " المبتكرة فإنه يمكن للاعبين إعداد مجموعة متنوعة من خطط اللعب للمناطق الرئيسية من الملعب باستخدام ثلاثة لاعبين أو أكثر يقومون بتحركات مختلفة بدون الكرة لاستغلال ثغرات في دفاع الفرق الخصم أو خط الوسط بالجري الجانبي أو المتعرج أو الجري لتخطي لاعب لتلقي الكرة، ويمكن تحديد مواقع معينة في الملعب للقيام بهذه الحركات ليتمكن اللاعبون من استغلال نقاط الضعف في دفاع فريق الخصم.

### الجوهر
قضت " PES Production " عدة سنوات في التشاور مع " PES " ومحبي كرة القدم لإعادة إنتاج عناصر أساسية في السلسلة وإجراء مجموعة كبيرة من التحسينات والإضافات فيها.
وتأتي هذه المزايا إلى جانب بطولة دوري أبطال آسيا التي أضيفت إلى السلسلة مؤخراً حصريا للعبة مع بطولة أندية أبطال أوروبا المستمرة مع PES.
قال مخرج لعبة بيس برودكشن PES Production السيد كاي ماسودا:
«التفكير خارج النطاق المألوف لسلسلة PES ليس بالأمر السهل، ولكن محرك Fox Engine سمح لنا بتطوير مستوى من الحرية جعل من PES 2014 تمثيلاً واقعياً لكرة القدم».
وسيتم إصدار PES 2014 في أمريكا في 24 من شهر سبتمبر القادم وفي أوروبا سيعلن عنها قريبا ولكن من المتوقع صدورها في 27 سبتمبر القادم 

## البطولات والأندية المرخصة
تتوفر لعبة برو إيفولوشن سوكر 2014 التي تملك البطولات الحصرية والقارية والأندية وهي:

### البطولات الأقليمية
- دوري أبطال أوروبا.
- الدوري الأوروبي.
- كأس السوبر الأوروبي لكرة القدم.
- كأس ليبرتادوريس.
- كوبا سود أمريكانا.
- ريكوبا سودأميريكانا.
- دوري أبطال آسيا.

مصر‍‌

### الدوري المحلي لكرة القدم
- الدوري الفرنسي
- الدوري الإسباني
- الدوري الأرجنتيني
- الدوري التشيلي لكرة القدم
- الدوري الياباني (خاص جداً للإصدار الياباني).

### دوري كرة قدم حصلت على الحقوق الجزئية
- الدوري الإنجليزي الممتاز (نجحت كونامي في إضافة فريق إنجليزي وحيد): مانشستر يونايتد
- الدوري الإيطالي: جميع الأندية الإيطالية وافقت على الترخيص في إضافة برو إيفولوشن سوكر 2014.
- الدوري البرتغالي لكرة القدم: 4 أندية برتغالية حصلت على الترخيص وهي: نادي بورتو وسبورتينغ براغا ونادي باسوش دي فيريرا ونادي بنفيكا.
- الدوري البرازيلي: جميع أندية البرازيل حصلت على الترخيص في إضافة برو إيفولوشن سوكر 2014.

### الأندية التي حصلت على الترخيص

#### من قارة آسيا
- نادي الاتحاد السعودي
- نادي النصر السعودي

#### من قارة أوروبا
- نادي أندرلخت
- سبارتا براغ
- نادي كوبنهاغن
- نادي نوردشيلاند
- نادي أبويل[4]
- بايرن ميونخ[4]
- باير 04 ليفركوزن[4]
- نادي شالكه 04[4]
- نادي أوليمبياكوس[4]
- نادي باوك[4]
- نادي مكابي تل أبيب[5]
- ليغيا وارسو[4]
- نادي سيسكا موسكو[4]
- زينيت سانت بطرسبرغ
- نادي سلتيك[4]
- نادي ماذرويل
- غالدت سراي[4]
- نادي شاختار دونيتسك

## وصلات خارجية
- Official website
- www.pesupdate.com Unofficial Update Blog
- www.ketubanjiwa.com Unofficial Update Blog
- Generally PES Unofficial News & Updates Blog / Forums
- Unofficial PES Discussion & Editing Forums